# Mexicaanse drugsoorlog
De Mexicaanse drugsoorlog is een gewapend conflict tussen de drugskartels in Mexico en de Mexicaanse regering. Hoewel er in Mexico al langere tijd sprake is van geweldsuitbarstingen gerelateerd aan drugshandel wordt meestal pas van de drugsoorlog gesproken vanaf het moment dat Felipe Calderón in december 2006 6.500 militairen naar de staat Michoacán stuurde om de kartels aldaar aan te pakken. Sindsdien is de strijd geëscaleerd.
Oorzaken van het conflict liggen bij de grote economische macht van de kartels, die verantwoordelijk zijn voor ongeveer 70% van de instroom van drugs in de Verenigde Staten. Verder speelt een rol dat de machtsstructuren van de Institutioneel Revolutionaire Partij (PRI) zijn verdwenen. De PRI regeerde Mexico tot in de jaren 90 vrijwel als eenpartijstaat en wist door onderlinge deals met drugsbazen het geweld te smoren; na het verdwijnen van de corporatistische structuren van de PRI ontstond een machtsvacuüm. Ook wordt wel als verklaring gegeven dat door de strijd tegen drugskartels in Colombia de internationale drugshandel haar zwaartepunt heeft verplaatst naar Mexico. Andere factoren zijn de nabijheid van de Verenigde Staten, zowel als afzetland voor drugs als leverancier van vuurwapens, en de grote kloof tussen arm en rijk in Mexico.

## Gewapend conflict
Toen Colombiaanse drugskartels hun macht verloren namen de Mexicaanse drugskartels graag hun macht en inkomsten over, en een onderlinge strijd om macht in hun streek begon. Het bekendste vooral eind jaren 80 zijn de gevechten na de arrestatie van Miguel Ángel Félix Gallardo.
De toenmalige president Vicente Fox wilde dit in toom houden en zond kleine aantallen troepen naar de belangrijkste gebieden zoals Nuevo Laredo. Dit had weinig invloed en nam de grootste kartels de macht over en begonnen onderling te vechten. Bij gevechten tussen het Golfkartel en het Sinaloakartel waren op dat moment al meer dan 100 mensen om het leven gekomen. Bij het begin van zijn ambtstermijn wilde president Felipe Calderón hier een eind aan maken en zond 6500 troepen naar Michoacán. Dit wordt gezien als het echte begin van de Mexicaanse Drugsoorlog.

## Escalatie
In 2008 betichtte Sergio Aponte Polito, de opperbevelhebber van de antidrugscampagne, vele plaatselijke besturen van corruptie en samenwerking met de kartels. Hij beschuldigde onder meer een speciale eenheid ervan om tegen betaling mensen te kidnappen.
Op 26 april vonden er gevechten plaats tussen de Tijuana- en Sinaloakartels waarbij 17 mensen omkwamen. Tijuana is een grensstad en zorgde voor meer vrees in de VS dat de oorlog de grens zou overgaan en gevechten zouden plaatsvinden tussen de talrijk aanwezige Mexicaanse immigranten.
In maart 2009 zond president Felipe Calderón 5000 extra troepen naar Ciudad Juárez om de aanwezige kartels te bestrijden. De National Guard zond ook al extra troepen naar de grensstreek om gevechten langs de Amerikaanse zijde van de grens te verhinderen.

## Werkgelegenheid
De werkgelegenheid daalde door de drugsoorlog flink en werkloosheid steeg. Veel buitenlandse bedrijven hadden geen goed gevoel bij een vestiging in Mexico en verschillende ondernemingen verkochten hun filiaal, om vervolgens naar een ander land te verhuizen. Veel Mexicanen werden ontslagen en een groot gedeelte daarvan kwam op straat terecht. Ook door de vele bedrijven die verhuisden naar Azië is de werkloosheid in Mexico gestegen.

## Nasleep
In 2021 werd er in enkele deelstaten een begin gemaakt met het identificeren van de stoffelijke resten van tienduizenden Mexicanen die tijdens de drugsoorlog werden vermoord, illegaal gecremeerd of in anonieme graven of massagraven werden gedumpt.
La Familia Michoacana · Golfkartel · Jaliscokartel-Nieuwe Generatie · Juárezkartel · La Línea · Los Negros · Sinaloakartel · Caballeros Templarios · Tijuanakartel · Los Zetas · Zuid-Pacifisch Kartel · Guadalajarakartel